# إنتر زابرشيتش
نادي أنتر زابرشيتش (بالإنجليزية: NK Inter Zaprešić) هو فريق كرة قدم من مدينة زابرشيتش في كرواتيا، أُسس بتاريخ 1929، يلعب في الدوري الكرواتي الممتاز، في Ivan Laljak-Ivić Stadium ‏، يدرب النادي رايكو ماغيتش.

## وصلات خارجية
- صفحة بيانات نادي أنتر زابرشيتش على موقع كووورة، تاريخ الوصول: 22 سبتمبر 2018.
- الموقع الرسمي